# Seb Dance
Sebastian Dance, detto Seb Dance (Roehampton, 1º dicembre 1981), è un politico britannico, europarlamentare del Partito Laburista dal 2014, nel 2019 si ricandida in vista delle future elezioni, termina il mandato il 31 gennaio 2020 con l'uscita del Regno Unito dall'Unione europea.

## Biografia

### Istruzione
Si è laureato all'Università di Manchester. Dopo aver completato gli studi, è entrato a far parte della leadership del sindacato studentesco, la Manchester Student Union, con particolare attenzione alle campagne studentesche e al coinvolgimento nella fusione dell'Università Victoria di Manchester e dell'University of Manchester Institute of Science and Technology. Dance vive a Londra con il suo partner Spencer Livermore, direttore della campagna del Partito Laburista.

### Lavoro precedente
Prima di entrare a far parte del Parlamento europeo, Seb Dance è stato assunto dall'associazione benefica ActionAid UK, dove ha lavorato in società di cambiamento strutturale per ridurre la povertà estrema e la fame in tutto il mondo ed è entrato a far parte del sindacato UNITE del Partito Laburista e Co-Operativo. Ha condotto una campagna a lungo termine contro l'evasione fiscale da parte delle multinazionali.
Prima di allora, era responsabile dell'assistenza clienti nei settori pubblico, privato e di beneficenza per una serie di campagne presso TLG, una piccola azienda di telecomunicazioni.
Dal 2007 al 2009 ha lavorato come consigliere del Segretario di Stato per l'Irlanda del Nord nel momento in cui le ultime mosse della devolution del 1998 in relazione all'accordo del Venerdì Santo - responsabilità di polizia e diritto penale - venivano eseguite dal governo laburista.

### Carriera politica
Il 22 maggio 2014, Seb Dance è uno dei quattro deputati laburisti eletti nel collegio elettorale della Greater London.
All'interno del Parlamento europeo, il suo partito è affiliato all'Alleanza Progressista dei Socialisti e dei Democratici, con un'ideologia socialdemocratica. È anche membro della commissione per l'ambiente, la sanità pubblica e la sicurezza alimentare, responsabile per l'inquinamento dell'acqua e dell'aria, la gestione dei rifiuti e il cambiamento climatico. Parallelamente, partecipa anche alla delegazione all'Assemblea parlamentare paritetica ACP-UE e alla delegazione all'Assemblea parlamentare euro-latinoamericana.
Il 1º febbraio 2017, a metà della sessione del Parlamento europeo, ha brandito un foglio su cui ha scritto "He's lying to you" ("ti sta mentendo") quando Nigel Farage tiene un discorso in cui difende il decreto anti-immigrazione di Donald Trump.
Il 23 maggio 2019 è stato rieletto al Parlamento europeo. Ha lasciato il suo posto il 31 gennaio 2020, quando il Regno Unito ha lasciato l'Unione europea.